# Brigada de Infantaria Paraquedista
A Brigada de Infantaria Paraquedista (Bda Inf Pqd) (pré-AO90: Brigada de Infantaria Pára-Quedista) é uma das brigadas do Exército Brasileiro. Sediada no Rio de Janeiro, é subordinada ao Comando Militar do Leste, na mesma cidade, em conjunto com o Comando de Operações Terrestres, em Brasília. Embarcadas em aeronaves da Força Aérea Brasileira (FAB), suas forças-tarefa podem rapidamente chegar a qualquer ponto do território nacional. É considerada de elite e composta por militares voluntários, que se distinguem do restante do Exército por tradições e valores próprios.
Sua organização é de três batalhões de infantaria paraquedista, apoiados por outros componentes, incluindo elementos únicos como os precursores, que são sua elite, a cavalaria paraquedista e o Batalhão de Dobragem, Manutenção de Paraquedas e Suprimento pelo Ar (B DOMPSA). O paraquedismo no Exército emergiu após a Segunda Guerra Mundial. Marcado pela instabilidade política nos anos 1960, participou da contrainsurgência na década seguinte e deu origem às forças de operações especiais do Exército, mais tarde separadas. A Brigada participou de contingentes internacionais e, na Nova República, operações de garantia da lei e da ordem, especialmente no Rio de Janeiro.

## Funções

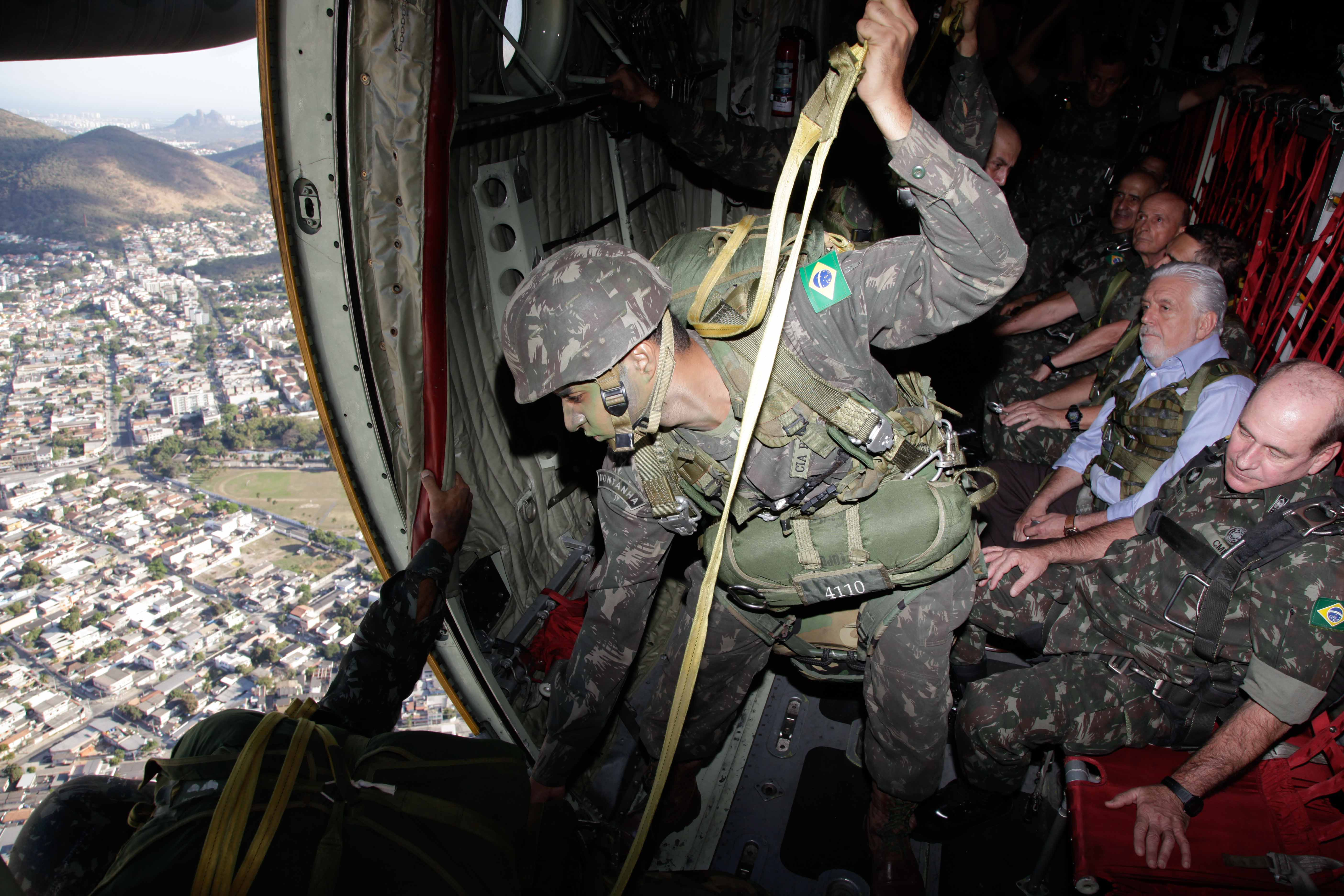
Salto paraquedista

Os paraquedistas são tidos como tropa de elite do Exército. Como a infantaria aeromóvel e as unidades de operações especiais, a infantaria paraquedista é uma Força de Ação Rápida Estratégica, oferecendo uma capacidade de resposta ao Exército. Suas forças-tarefa devem atuar nos seus destinos em até 24 ou 48 horas. Elas podem ser aerotransportadas ou lançadas de paraquedas; no segundo caso, realizam um assalto aeroterrestre para criar uma cabeça de ponte aérea em território inimigo. Seus deslocamentos podem rapidamente atingir regiões distantes, mas são custosos, pois exigem a participação da FAB. A limitada capacidade de transporte é um problema persistente, e em momento de guerra, os meios aéreos podem estar ocupados em outras funções.
O Exército Brasileiro nunca realizou um assalto aeroterrestre em combate. Essa operação é a especificidade mais aparente da Brigada, mas é improvável que ocorra em grande porte numa guerra convencional. Mesmo no Exército dos Estados Unidos, um assalto aeroterrestre com uma brigada inteira é tido como improvável. Desde a Crise de Suez em 1956, os saltos paraquedistas só têm sido usados contra inimigos mais fracos e tipicamente em escalas menores. A proliferação dos mísseis superfície-ar e forças blindadas torna o assalto aeroterrestre muito perigoso contra um exército convencional, e a entrada em território inimigo, quando necessária, é mais fácil numa invasão anfíbia ou com helicópteros. Mundialmente as forças de infantaria leve, facilmente aerotransportáveis, permanecem de grande valor para a reação rápida a crises, mas elas não precisam ser paraquedistas. A utilidade maior da Brigada brasileira é historicamente sua capacidade de reação rápida, que não exige os saltos paraquedistas.

## História

### Primórdios

Paraquedistas da FAB em 1944

O primeiro salto de paraquedas a partir de uma aeronave militar em voo no Brasil foi feito em 1922. Na FAB, criada em 1941, o paraquedismo militar foi praticado desde seus primeiros anos. Porém, esses programas eram voltados aos aviadores e não a grandes saltos de tropa, como aqueles realizados pelos paraquedistas alemães (Fallschirmjäger) e americanos, ambos os quais atraíam interesse no Brasil. Conceitos de instrução militar que décadas depois seriam características marcantes da Brigada, como o preparo psicológico, já estavam em discussão.
Nesse contexto, em 1944 o capitão Roberto Pêssoa, que já tinha tido contato com as forças aeroterrestres alemãs, foi indicado para o curso de paraquedismo em Fort Benning, EUA. No ano seguinte, um decreto-lei determinou a fundação da Escola de Paraquedistas. Sob supervisão de Pêssoa, outros 46 oficiais brasileiros estudaram em Fort Benning até 1948, tornando-se conhecidos como pioneiros. Serviram de instrutores da Escola, cujas atividades iniciaram em 1949. Pêssoa ambicionava seu comando, mas esse lugar foi assumido pelo coronel Nestor Penha Brasil, criando uma rivalidade pessoal. Penha Brasil foi o oficial com o mais longo período no comando, permanecendo até 1955.

### Desenvolvimento organizacional

Lançamento de carga pesada paraquedista em 1972

Em 1952 foi criado o "Núcleo da Divisão Aeroterrestre", do qual a Escola de Paraquedistas tornou-se uma parte. A ideia era expandir o Núcleo até uma divisão completa, com três regimentos de infantaria a três batalhões cada. Entretanto, ele "nunca teve mais que um regimento de infantaria aeroterrestre incompleto, um grupo de artilharia, uma companhia de engenharia e um pelotão de comunicações", somando 2.086 praças em 1960, o que não chegava ao efetivo de uma brigada.  O regimento tinha apenas um batalhão de infantaria, e o grupo de artilharia não cumpria sua organização doutrinária, consistindo numa bateria de obuses de 75 mm e outra de 105 mm.
Em 1968 o Núcleo tornou-se a "Brigada Aeroterrestre", com ambições de expansão menores. Em 1971, novamente mudou de denominação, agora para "Brigada Pára-Quedista". O termo "aeroterrestre" engloba tanto forças paraquedistas quanto aerotransportadas, e a mudança de nome admitia a não constituição da segunda categoria. No período da "Brigada Aeroterrestre", não havia mais regimento de infantaria, mas o batalhão existente foi acrescido de dois novos, formando o 1.º, 2.º e 3.º Batalhões de Infantaria Aeroterrestre. Com a redenominação de 1971, tornaram-se,  respectivamente, o 26.º, 27.º e 25.º Batalhões de Infantaria Paraquedista. A denominação como “Brigada de Infantaria Paraquedista” foi em 1985 e não significou alterações consideráveis, mas apenas a consistência de nomear as brigadas por sua Arma (no caso, a infantaria) e não sua especialidade.
Os treinamentos de operações especiais, guerra na selva e guerra de montanha no Exército tiveram suas origens entre os paraquedistas. As forças especiais adquiriram um curso próprio em 1957, além de um destacamento, expandido em 1983 ao 1.º Batalhão de Forças Especiais. Inicialmente fez parte da Brigada, mas atualmente pertence ao Comando de Operações Especiais, em Goiânia, no qual o paraquedismo militar também é praticado.
Em 2010 havia o plano de transferir a Brigada ao centro do país, para Anápolis, Palmas ou o Triângulo Mineiro, onde estaria mais perto de áreas como a  Amazônia e sem a interferência do movimentado tráfego aéreo carioca.

### Atuação

#### Agitação política

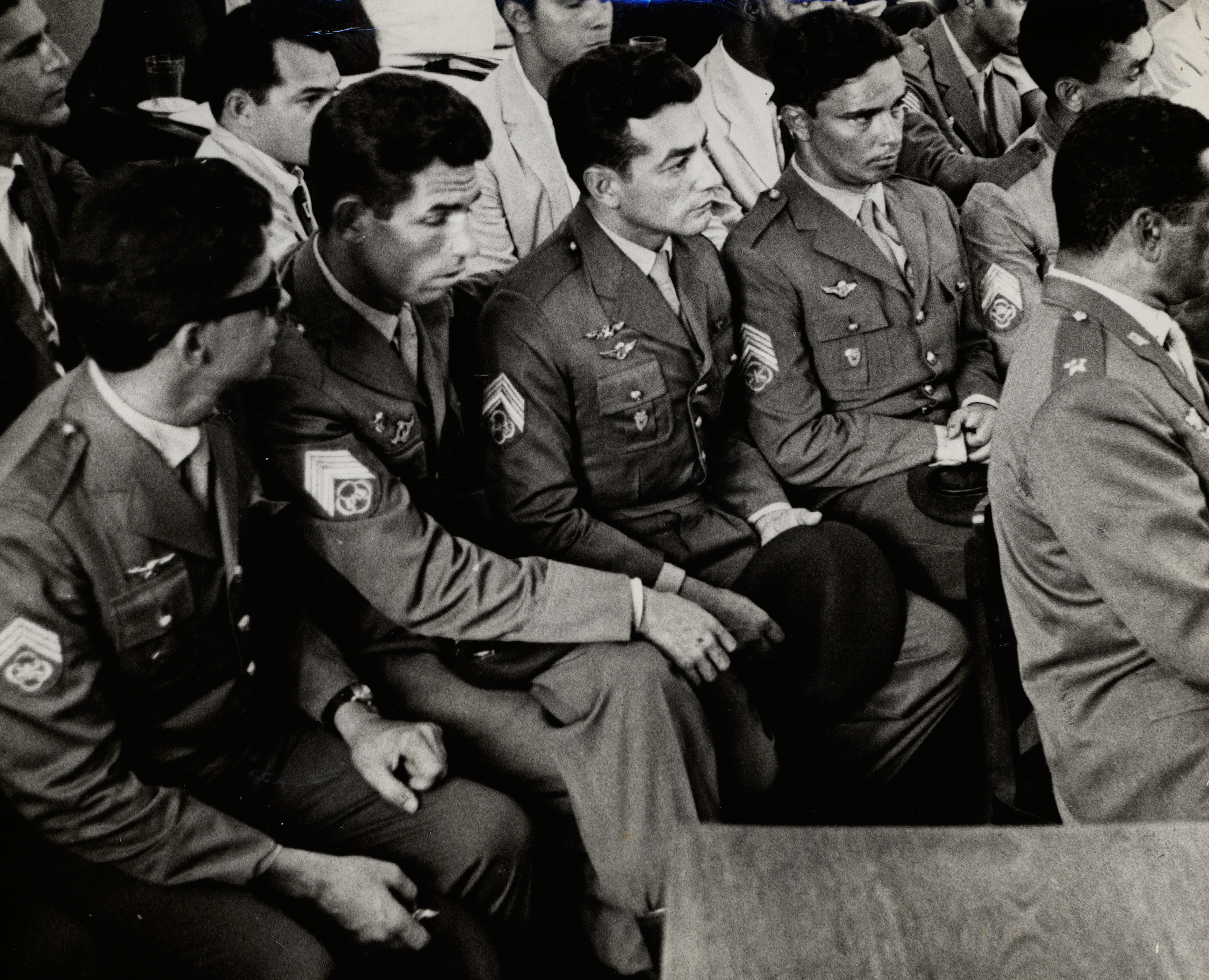
Julgamento de paraquedistas em 1965

Paraquedistas desenvolveram habilidades na selva desde o resgate ao avião Presidente, caído na região amazônica em 1952. Foi importante naquele momento a capacidade de rápido acesso a qualquer ponto no território nacional, justificando também seu deslocamento contra as revoltas de Aragarças e Jacareacanga, respectivamente em 1956 e 1959. Eles não chegaram a travar combate. Em 1961, quando o Terceiro Exército recusou a autoridade do ministro da Guerra Odílio Denys como parte da Campanha da Legalidade, o Núcleo serviu de reserva estratégica do ministro. Ernesto Geisel, chefe do Gabinete Militar da Presidência, sugeriu desembarcar paraquedistas em Curitiba, no território do Terceiro Exército, mas Denys recusou. Ao final da crise, a maioria dos paraquedistas, assim como as demais unidades importantes do Rio de Janeiro, estavam contra o ministro Denys.
A instabilidade política no governo de João Goulart teve reflexos no Núcleo. Alguns paraquedistas participavam dos movimentos políticos de praças, como o subtenente Jelcy Rodrigues Corrêa, mas não eram numerosos. Em 1963, após a derrota da revolta dos sargentos, deflagrada em Brasília por esses movimentos, uma companhia aeroterrestre foi usada como força de ocupação. Pouco depois, enquanto o presidente pedia o estado de sítio, foi denunciado um atentado que teria sido ordenado pelo ministro da Guerra contra o governador oposicionista da Guanabara, Carlos Lacerda. Uma sindicância concluída num prazo "excepcionalmente rápido" aceitou a versão oficial de que não houve atentado, mas o comandante, o general Alfredo Pinheiro Soares Filho, muito próximo do presidente, foi transferido. O general era um dos nomes do dispositivo militar do ministro da Guerra Jair Dantas Ribeiro. Á época do golpe de Estado de 1964 o Núcleo estava sob o general João Costa, “amigo de Jair, mas pouco convicto”. Em 1º de abril ele aceitou aderir ao golpe. Com o advento da ditadura militar, os expurgos, a princípio contra o pessoal associado ao regime anterior, alcançaram o Núcleo, atingindo inclusive o general Alfredo Pinheiro, transferido para a reserva. O Núcleo foi investigado pelo Inquérito Policial Militar (IPM) nº 104. Vários dos indiciados no IPM depois participaram da organização da Guerrilha do Caparaó (1966–1967).
A década de 1960 foi de convulsões internas e indisciplina. Jovens oficiais paraquedistas formavam no Exército uma pequena minoria altamente politizada e militante de linha-dura. O general Sílvio Frota definiu os paraquedistas como “fábrica de dores-de-cabeça”. Para Hugo de Abreu, “o pára-quedista é sobretudo sincero e não sabe esconder o que pensa e o que faz, seja de bom ou de mau”. A instabilidade entre os paraquedistas chegou ao auge em 1969, quando o tenente-coronel Dickson Melges Grael, que comandava o 1º Grupo de Artilharia Aeroterrestre, insurgiu-se contra a junta militar. A decisão de aceitar as demandas dos sequestradores do embaixador dos Estados Unidos, Charles Burke Elbrick, havia sido impopular no oficialato. Grael liderou um grupo de 26 oficiais da Brigada e três da Escola de Aperfeiçoamento de Oficiais ao Aeroporto do Galeão para impedir o embarque de prisioneiros políticos liberados em troca do embaixador. A operação falhou e não foi além da ocupação de uma estação da Rádio Nacional.
A ocupação estava ligada à Centelha Nativista, grupo nacionalista com grande participação de paraquedistas. Os nativistas, que apoiavam a candidatura à presidência do general Afonso Augusto de Albuquerque Lima, não tinham muita influência no Exército. Alguns oficiais paraquedistas chegaram a propor ao general uma sublevação da guarnição de Salvador, mas ele não aceitou. O Grupo de Artilharia recusou-se a marchar no desfile de Sete de Setembro. Naquele ano houve também um possível uso externo da Brigada quando o presidente Costa e Silva estava enfermo no Palácio Laranjeiras. O coronel Hílton Valle, chefe da segurança, temia que o general Siseno Sarmento, comandante do I Exército, mandasse paraquedistas para conduzir o presidente a um hospital, causando sua substituição definitiva e o fim da junta militar.
A situação disciplinar na Brigada era considerada pelo novo ministro do Exército, Orlando Geisel, como um de seus desafios mais graves. A ocupação da Rádio Nacional resultou na substituição do comandante da Brigada, Adauto Bezerra de Araújo, pelo general Hugo de Abreu, que assumiu sem nem mesmo ter curso de paraquedista. Hugo de Abreu comandou de 1970 a 1974, período longo comparado a seus antecessores nos anos 60. Abreu defendia o “idealismo” da jovem oficialidade, mas não aceitava suas ações irresponsáveis. Ele conseguiu disciplinar a tropa e portanto, foi chamado pelo presidente Emílio Garrastazu Médici como “o homem que pacificou os paraquedistas”. Consolidou-se uma identidade da tropa paraquedista como conservadora e sem conflitos internos marcantes. Hugo de Abreu trabalhou também na divulgação da organização para o público externo.

#### Contrainsurgência

Embarque de recrutas para um de seus primeiros saltos em 1978

Na primeira metade dos anos 70 a Brigada especializou-se na "guerra revolucionária", participando da repressão da luta armada rural e urbana (no Rio de Janeiro). Os inimigos de Hugo de Abreu chamaram-no de violento e duro com base no seu passado paraquedista. O general descreveu o engajamento dos paraquedistas como ideologicamente motivado. Elementos da Brigada combateram a Guerrilha do Araguaia de 1972 a 1975. A bem-sucedida operação Marajoara, na sua fase final, contou com 750 homens da Brigada Paraquedista e do Centro de Instrução de Guerra na Selva. Sua participação se deveu à sua qualidade de adestramento, experiência de selva e capacidade de reação. A Guerrilha deixou grande impacto na sua memória coletiva. Após 1975, com o esgotamento dos adversários e a abertura política, a instrução voltou a focar nas operações aeroterrestres, embora unidades especializadas prosseguiram nos seus estudos de contrainsurgência.
Em 1977 a Brigada foi integrada aos preparativos do presidente Geisel para demitir seu ministro do Exército, o general Sílvio Frota. Hugo de Abreu, agora chefe do Gabinete Militar, deixou um emissário na Vila Militar para que, se necessário, a Brigada pudesse ser usada em qualquer lugar do país. No dia da demissão, solicitou que um batalhão fosse deixado pronto para embarcar para Brasília, o que combinou também com a 5ª Força Aérea de Transporte. Seu temor era uma reação de batalhões leais ao ministro, o que não se materializou.

#### Nova República

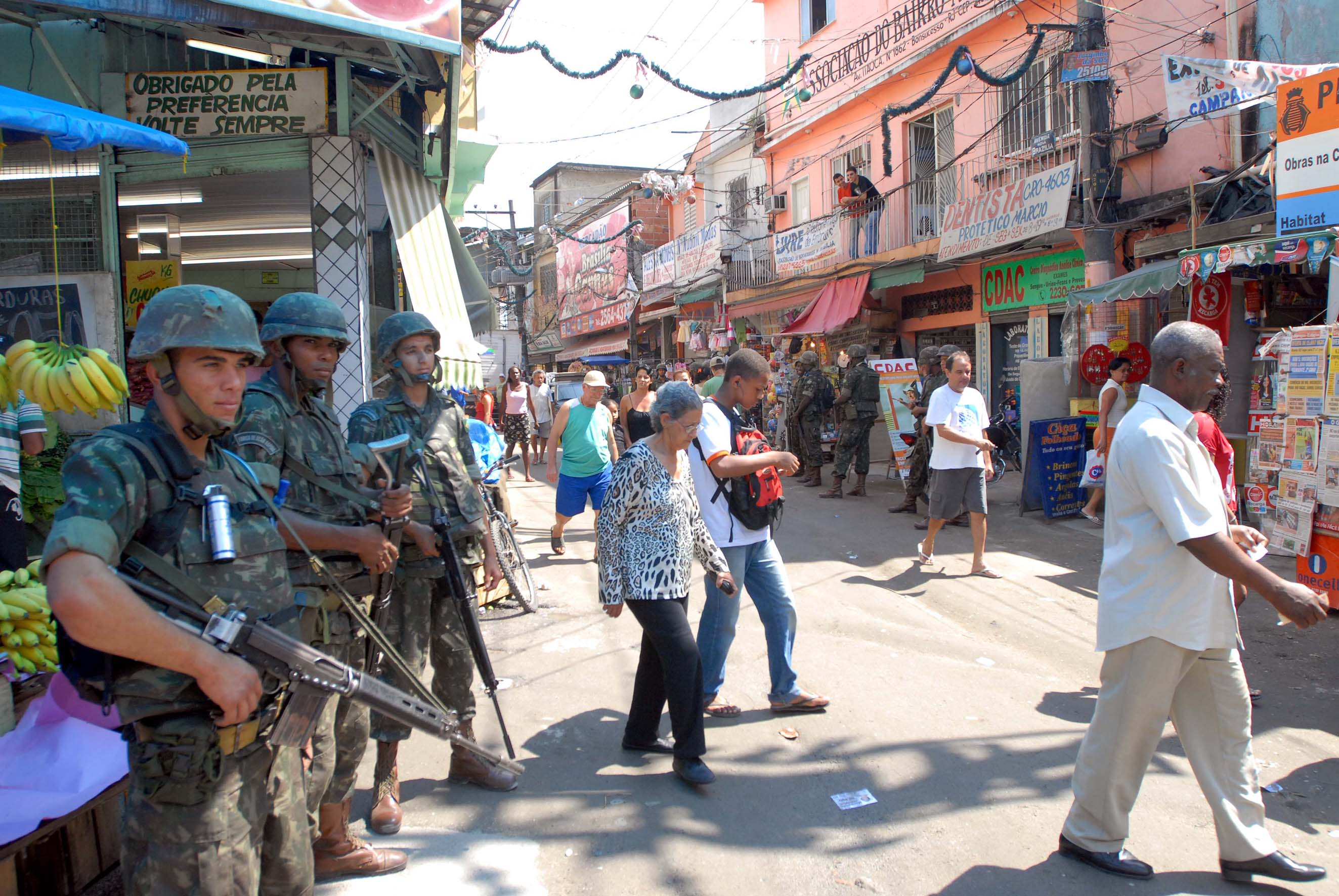
Paraquedistas no Complexo do Alemão em 2008

A Operação Traíra, lançada em 1991 contra as Forças Armadas Revolucionárias da Colômbia, empregou o 1º Batalhão de Forças Especiais, que ainda pertencia à Brigada, junto com os helicópteros da Aviação do Exército.
De 1992 a 2020, paraquedistas participaram de 40 das 138 operações de garantia da lei e da ordem das Forças Armadas, com a segurança de pleitos eleitorais como categoria mais numerosa. Destacaram-se por suas dimensões as operações Arcanjo, em 2010, e São Francisco, em 2014, consistindo nas ocupações dos complexos do Alemão e da Penha, na primeira, e da Maré, na segunda. A Brigada também contribuiu efetivos para a intervenção da Organização dos Estados Americanos na República Dominicana, em 1965, e vários contingentes de paz das Nações Unidas.

## Pessoal
A Brigada é composta apenas de soldados voluntários, ao contrário da maioria das outras unidades, nas quais o serviço militar obrigatório é necessário para preencher as fileiras. Os voluntários típicos vêm das Zonas Norte e Oeste do município e da Baixada Fluminense. Para suas condições ("Poucos chegaram ao ensino médio"), os salários são atrativos (acréscimo de 20% do soldo militar padrão) e as chances de emprego na vida civil são melhores, especialmente na segurança privada. Porém, todas as regiões da cidade e do estado apresentam candidatos, e jovens do restante do Sudeste e do Sul vão ao Rio de Janeiro para a possibilidade de servirem na Brigada. O recrutamento é criterioso, aceitando até o primeiro teste físico apenas mil de seis mil voluntários apresentados no ano anterior, e o treinamento, exigente. Tanto a triagem dos voluntários quanto seu treinamento pretendem a homogeneidade, padronizando o perfil e comportamento do grupo ainda mais do que o normal para a instituição militar. A proporção do efetivo em funções administrativas é grande, incluindo de militares de Intendência ou formados em Administração, Contabilidade e Direito.
No Exército há preocupação com o desejo do narcotráfico de recrutar soldados paraquedistas que já saíram do serviço. As habilidades adquiridas no treinamento são recursos poderosos para as gangues, que também visam o resto do Exército e os Fuzileiros Navais. A possível relação dos voluntários com o tráfico é monitorada durante a seleção, e essa preocupação foi um dos motivos da ideia de transferir a unidade para o Planalto Central. Comparadas às centenas de paraquedistas que deixam o serviço todo ano, as estimativas de participantes no tráfico são pequenas (por exemplo, 15–20 em 2002), embora o número real possa ser muito maior.

## Tradições

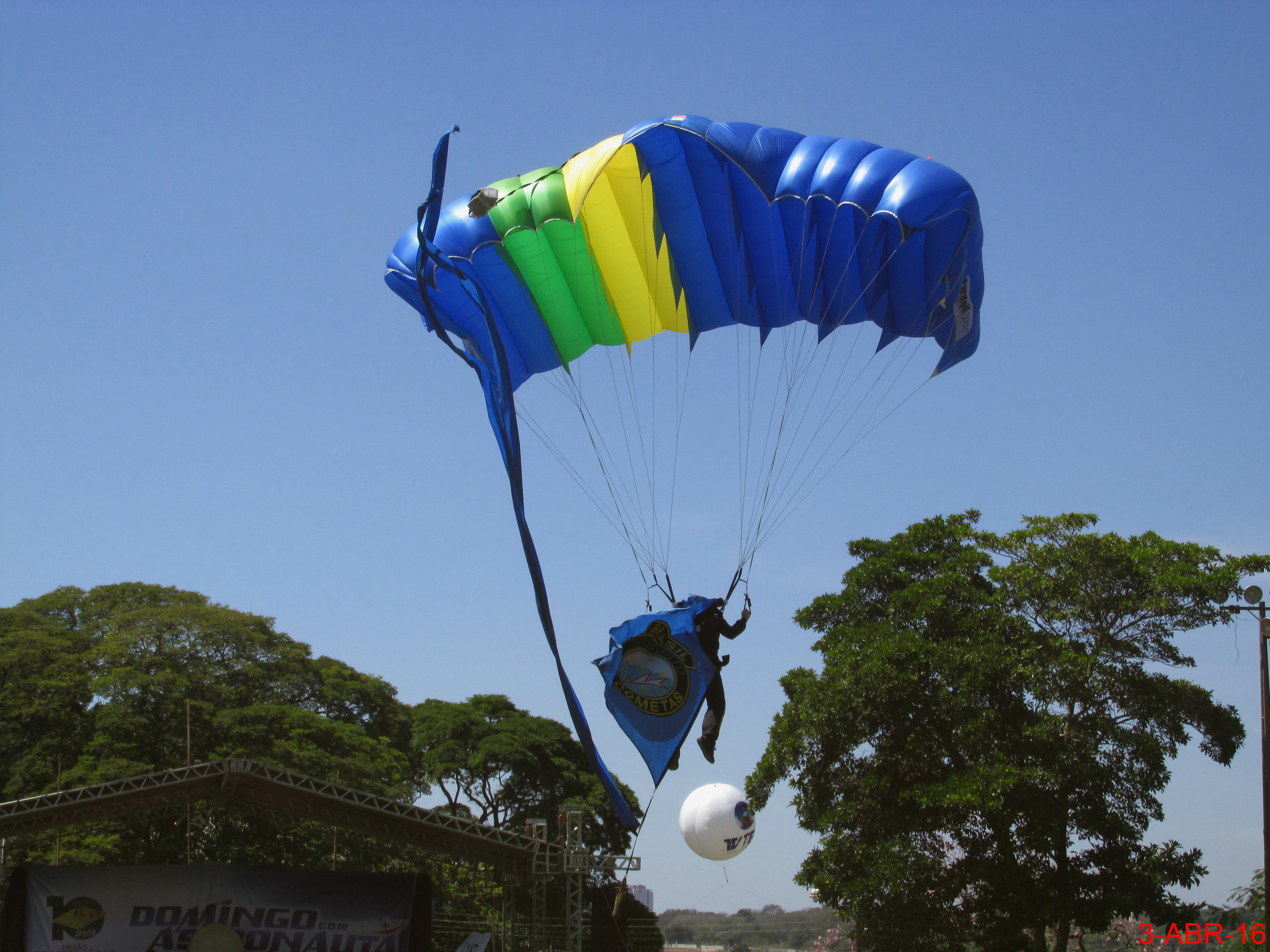
Demonstração da equipe de salto livre da Brigada, “Os Cometas”

A composição voluntária do efetivo e a “mística paraquedista” elevam o moral da tropa. Ela se distingue por uma série de tradições e símbolos, entre eles o "boot" marrom, o brevê prateado, com asas e um paraquedas no centro, a boina grená e o símbolo da águia com asas abertas. A “mística paraquedista” não se resume aos símbolos, mas significa o pertencimento a uma comunidade e a reprodução de seus valores e comportamentos. Os paraquedistas têm suas próprias definições para termos como sacrifício, coragem e patriotismo. Consideram como seus ideais o preparo físico, intelectual e emocional, espírito de equipe e tradição, entre outros, e cultuam um padrão de masculinidade. As tradições reforçam tanto a igualdade dentro da Brigada quanto a diferença entre seus membros e os demais militares, os “pés pretos”, que não vestem os coturnos marrons. Há a ideia de reduzir o distanciamento entre oficiais e praças, já que correm riscos iguais.
A Brigada tornou-se uma espécie de “vitrine” do Exército. O salto de páraquedas, mais do que manobra militar, tornou-se artefato cultural, valorizado por atrair publicidade e moldar a personalidade dos paraquedistas. Os paraquedistas militares veem sua atividade de forma diferente dos civis praticantes do paraquedismo esportivo. O risco de lesões faz parte da atividade, mas de janeiro de 2005 a agosto de 2006 a taxa de lesões em saltos de treinamento da Brigada era de 1,2%, o que pode ser considerada baixa. As lesões mais numerosas são nos membros inferiores, especialmente no tornozelo. O atendimento médico é no Destacamento de Saúde da Brigada e Hospital de Guarnição da Vila Militar.

## Organização

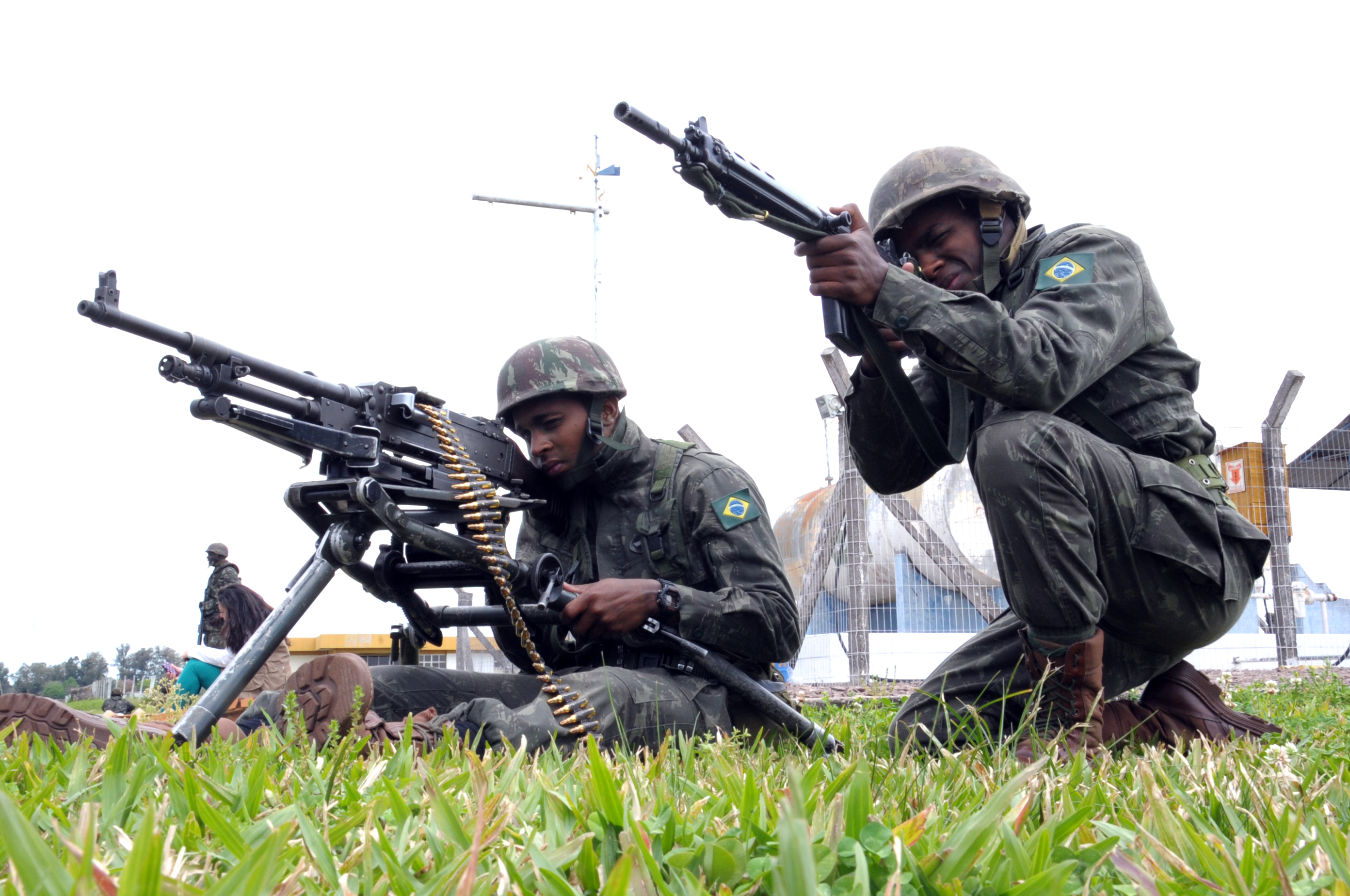
Posição de metralhadora de paraquedistas em exercícios no Rio Grande do Sul

A Brigada é subordinada ao Comando Militar no Leste, no Rio de Janeiro, mas pode ser empregada diretamente pelo Comando de Operações Terrestres, em Brasília. Ela foi estruturada nas reformas militares da ditadura de forma semelhante às de infantaria e infantaria motorizada: três batalhões de infantaria como principais unidades de manobra, um esquadrão de cavalaria e organizações de apoio. Cada batalhão de infantaria paraquedista é o principal componente de uma força-tarefa. O 26.º batalhão, o "Santos Dumont", é o mais prestigiado dos três. Oficiais e sargentos são formados no Centro de Instrução Paraquedista General Penha Brasil, e cabos e soldados, em parte no Centro e em parte nas organizações militares onde servem. Há vagas reservadas no Centro para militares da Marinha, Aeronáutica e outros países. Desde o caso excepcional de Hugo de Abreu, todos os comandantes são paraquedistas veteranos. Todas as organizações subordinadas estão no Rio de Janeiro.
O 1.º Esquadrão de Cavalaria Paraquedista é categoria única dentro da cavalaria. Foi criado em 1981 como força motorizada, com jipes e motocicletas, e a intenção de futuramente usar veículos blindados. Lançamentos bem-sucedidos foram testados com o EE-3 Jararaca da Engesa, mas o esquadrão só adotou blindados em dezembro de 2021, com a entrega do VBTP-MR Guarani. Ele é usado nas seções de mísseis anticarro e pode ser aerotransportado pelo C-130 Hércules e KC-390. A artilharia paraquedista adotou o obuseiro OTO Melara Mod 56, facilmente desmontável e entregue por paraquedas. Originalmente não havia uma bateria de artilharia antiaérea, ao contrário das brigadas motorizadas, pela suposição de que um assalto aeroterrestre só ocorreria em condições de superioridade aérea. Ainda assim, a 21ª Bateria de Artilharia Antiaérea foi transferida à Brigada em 2004.

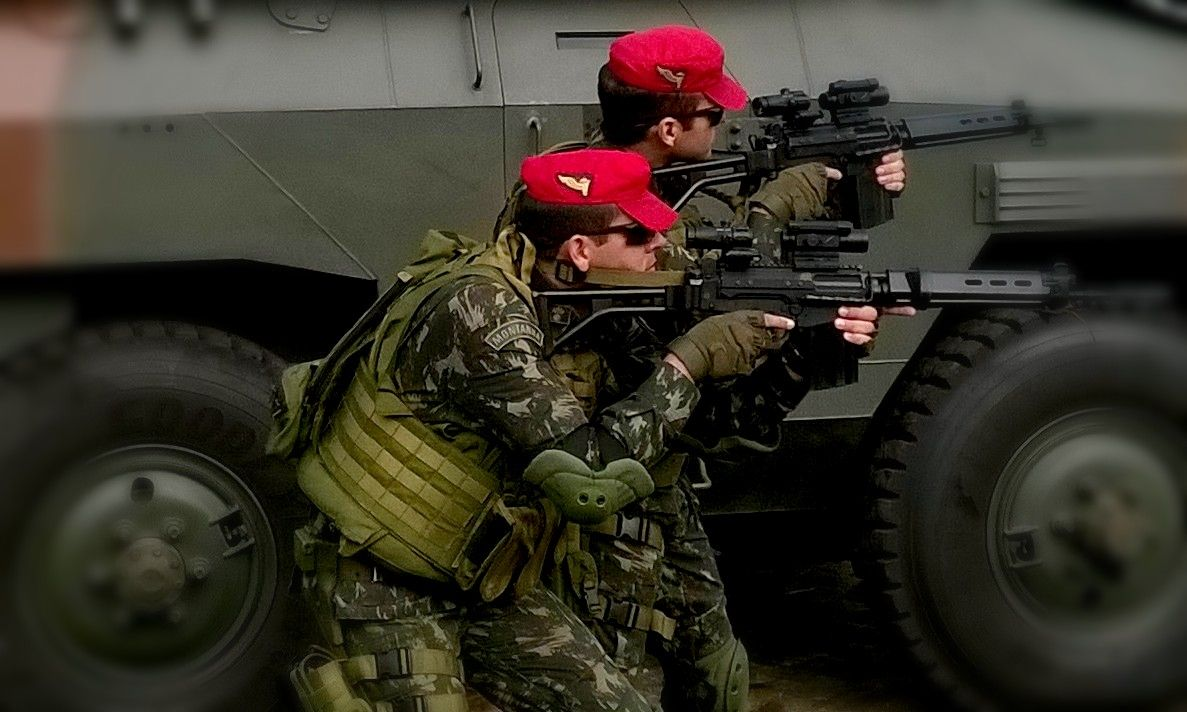
Precursores paraquedistas

O Batalhão de Dobragem, Manutenção de Paraquedas e Suprimento pelo Ar (DOMPSA) e o Batalhão de Precursores Paraquedista também são peculiares à Brigada, ambas com cursos próprios. O batalhão tem oficiais e sargentos de Intendência e faz o lançamento aéreo de cargas, além de zelar pelos paraquedas e outros materiais aeroterrestres. Os precursores saltam antes da tropa comum, operam as zonas de desembarque, ajudam a reorganizar os paraquedistas que desceram, fazem reconhecimento e coletam inteligência. Desde a separação da Brigada de Operações Especiais, os precursores são a elite da tropa paraquedista.
| - Comando da Brigada de Infantaria Paraquedista - Companhia de Comando da Brigada de Infantaria Paraquedista - 25.º Batalhão de Infantaria Paraquedista - 26.º Batalhão de Infantaria Paraquedista - 27.º Batalhão de Infantaria Paraquedista - 8.º Grupo de Artilharia de Campanha Paraquedista - 20.º Batalhão Logístico Paraquedista - Batalhão de Dobragem, Manutenção de Paraquedas e Suprimento pelo Ar (B DOMPSA) - Batalhão de Precursores Paraquedista - 1.º Esquadrão de Cavalaria Paraquedista - 21.ª Bateria de Artilharia Antiaérea Paraquedista - 1.ª Companhia de Engenharia de Combate Paraquedista - 20.ª Companhia de Comunicações Paraquedista - 36.º Pelotão de Polícia do Exército Paraquedista - Centro de Instrução General Penha Brasil - Destacamento de Saúde Paraquedista |

### Citações
1. ↑  Bruno 2010, p. 108.
2. ↑  Serrão 2017, p. 88.
3. ↑  Bda Inf Pqdt — Comandante. Consultado em 7 de maio de 2022.
4. 1 2  Bruno 2010, pp. 52-53.
5. ↑  Nunes 2014, p. 56.
6. ↑  Serrão 2017, p. 87.
7. ↑  Bruno 2010, p. 52.
8. ↑  Magalhães 2019, pp. 2-3 e 6.
9. 1 2  Viana 2020, pp. 347-349.
10. ↑  DeVore 2015, pp. 72-75.
11. ↑  Viana 2020, pp. 64-65.
12. ↑  Viana 2020, pp. 81-86.
13. ↑  Viana 2016, pp. 195-197.
14. ↑  Viana 2016, pp. 197-202.
15. ↑  Viana 2020, pp. 139-140.
16. ↑  Kuhlmann 2007, pp. 109-110.
17. ↑  Pedrosa 2018, pp. 107-108.
18. ↑  Pedrosa 2018, p. 213.
19. ↑  Viana 2020, pp. 197-198.
20. ↑  Viana 2020, pp. 244-245.
21. ↑  Pedrosa 2018, p. 165.
22. ↑  Pedrosa 2018, p. 184.
23. ↑  Viana 2020, pp. 296-297.
24. ↑  Viana 2020, p. 345.
25. ↑  Viana 2020, pp. 171-172 e 257-258.
26. ↑  COPESP – Breve Histórico do Comando de Operações Especiais. Consultado em 28 de agosto de 2021.
27. 1 2  Machado 2017, p. 520.
28. 1 2 3  O Globo, 4 de abril de 2010.
29. ↑  Viana 2020, pp. 254 e 271-274.
30. ↑  Markun & Urchoeguia 2017, cap. 13.
31. ↑  Faria 2013, p. 114.
32. 1 2  Casali, s/d (1).
33. ↑  Parucker 2006, p. 143.
34. ↑  Viana 2020, pp. 224-227.
35. ↑  Faria 2013, p. 250.
36. ↑  Faria 2013, p. 345.
37. 1 2  Viana 2020, p. 210.
38. ↑  Viana 2020, p. 284.
39. 1 2 3  Viana 2020, p. 261.
40. ↑  Chirio 2012, p. 159.
41. ↑  Liberali 2016, p. 68.
42. 1 2  Viana 2020, pp. 202-205.
43. ↑  Viana 2020, p. 285.
44. ↑  Casali, s/d (2).
45. 1 2  Liberali 2016, p. 64.
46. ↑  Chagas 1985, p. 165.
47. ↑  Viana 2020, p. 241.
48. 1 2  Liberali 2016, p. 67.
49. ↑  Viana 2020, pp. 243-244.
50. ↑  Zirker 1986, p. 271.
51. 1 2  Viana 2020, pp. 279-282.
52. ↑  Liberali 2016, pp. 68-69.
53. ↑  Viana 2020, pp. 274-279.
54. ↑  Magalhães 2019, p. 8.
55. ↑  Viana 2020, pp. 271-272.
56. ↑  Viana 2020, pp. 248-250.
57. ↑  Abreu 1979, pp. 132-133 e 146-147.
58. ↑  Silva 2020, p. 6.
59. ↑  Viana 2020, pp. 335-340.
60. 1 2  Kuhlmann 2007, p. 1.
61. ↑  Viana 2020, pp. 21-22.
62. ↑  Viana 2020, p. 318.
63. ↑  Serrão 2017.
64. ↑  Varsori 2020.
65. 1 2 3  Machado 2017.
66. ↑  Bruno 2010, pp. 170-189.
67. ↑  Viana 2020, p. 349.
68. ↑  Dias & Tubino 2005.
69. ↑  Neves, Souza & Almeida 2009.
70. ↑  Baptista et al. 2007.
71. ↑  Pedrosa 2018, pp. 172 e 174.
72. ↑  Cortinhas 2020.
73. ↑  Viana 2020, pp. 165 e 306.
74. ↑  Viana 2020, p. 291.
75. 1 2 3  Bda Inf Pqdt — Organizações Militares. Consultado em 24 de agosto de 2021.
76. ↑  Paula 2020.
77. 1 2  Pedrosa 2018, p. 174.
78. ↑  «1º Esqd Cav Pqdt». Brigada de Infantaria Paraquedista. 23 de março de 2016. Consultado em 24 de novembro de 2022
79. ↑  Bastos Jr. 2021.
80. ↑  Pedrosa 2018, p. 221.
81. ↑  Cortinhas 2020, p. 9.
82. ↑  Viana 2020, pp. 170-171.
83. ↑  Viana 2020, p. 348.